# 高安山站
高安山站（日语：／ Takayasuyama eki */?）是位於大阪府八尾市郡川，近畿日本鐵道（近鐵）的西信貴鋼索線車站。車站編號為「Z15」。

## 歷史
- 1930年（昭和5年）12月15日 - 信貴山電鐵鋼索線（現時：近鐵西信貴鋼索線）與信貴山電鐵鐵道線（高安山 - 信貴山門）開通，此站啟用。
- 1931年（昭和6年）11月2日 - 信貴山電鐵改名為信貴山急行電鐵（日语：信貴山急行電鉄）[1]。
- 1944年（昭和19年）
  - 1月7日 - 信貴山急行電鐵鋼索線和鐵道線因成為不要不急線而暫停服務[2]。
  - 4月1日 - 關西急行鐵道與信貴山急行電鐵合併，成為關西急行鐵道的車站[1]。
  - 6月1日 - 關西急行鐵道與南海鐵道（為南海電氣鐵道的前身）合併，成為近畿日本鐵道的車站[2]。
- 1957年（昭和32年）3月21日 - 鋼索線重開，同時改名為近鐵西信貴鋼索線，而鐵道線則廢止。
- 2015年（平成27年）8月1日 - 此站開始可以使用包括PiTaPa、ICOCA在內的全國互相使用服務IC卡，以及ICOCA定期券。

## 車站構造
車站是地面車站，設有2面1線的港灣式月台。通常北邊的月台會封閉，只使用南邊的月台。閘口外設元旱廁。

## 特徴

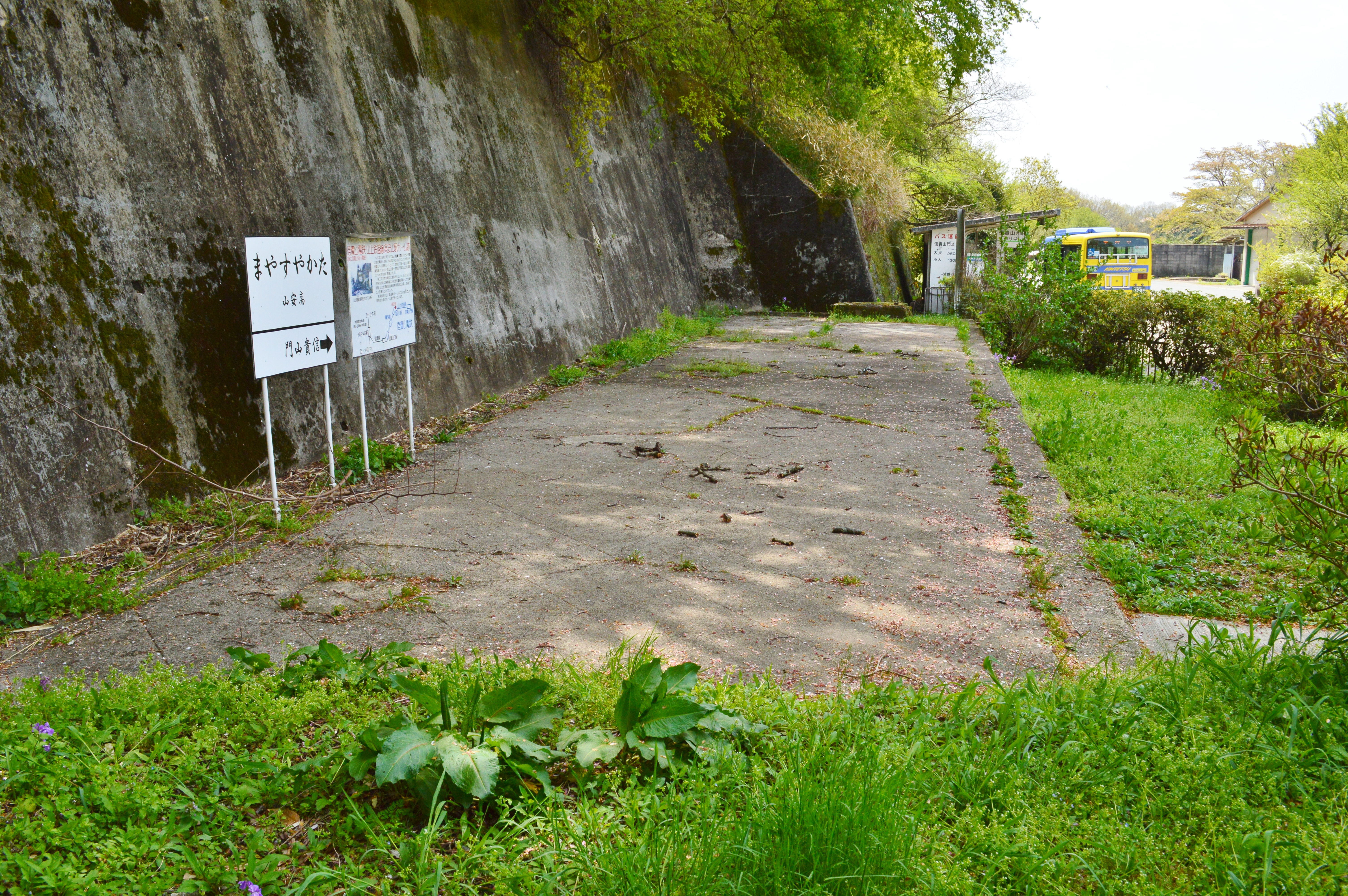
信貴山急行電鐵高安山站月台遺址

- 此站可轉乘近鐵巴士前往信貴山（日语：信貴山）方向（前往信貴山門）。在戰前，此站可轉乘信貴山急行電鐵（日语：信貴山急行電鉄）鐵路線前往該處。在戰後鋼索線重開之際，鐵道線則廢止，原址改裝為道路。在巴士站旁還有鐵道線月台遺址。而該道路成為了信貴生駒Skyline（日语：信貴生駒スカイライン）的一部分。
- 此站是由近鐵八尾站管理的有人車站。車站沒有自動閘機，但是設有PiTaPa、ICOCA專用的簡易自動閘機。乘客不可使用Surutto KANSAI的預付卡在此站下車，但是「Surutto KANSAI 3day車票」的乘客可在閘口展示車票後進出車站。

## 巴士路線
- 50番　信貴山門（經高安山靈園）
- 51番　信貴山門（直通）

## 相鄰車站
近畿日本鐵道
 西信貴鋼索線
信貴山口（J14）－高安山（Z15）

### 曾經存在的路線
信貴山急行電鐵
鐵道線
高安山－信貴山門

## 注腳
1. 1 2  近畿日本鉄道株式会社. . 近畿日本鉄道. 2010-12: 190–191. NDL 21906373 （日语）.
2. 1 2  曾根悟（監修）. . 週刊朝日百科. 2号 近畿日本鉄道 1. 朝日新聞出版. 2010-08-22: 18–23. ISBN 978-4-02-340132-7 （日语）.

## 外部連結
- 高安山 - 近畿日本鐵道